# Gula brigaden (1949–1985)
Gula brigaden (IB 1) var en infanteribrigad inom svenska armén som verkade i olika former åren 1949–1985. Förbandsledningen var förlagd i Kungsängens garnison i Kungsängen.

## Historik
Gula brigaden sattes upp åren 1949–1951 vid Svea livgarde (I 1) genom att fältregementet Svea livgarde (I 1) omorganiserades till brigad. Genom försvarsbeslutet 1977 beslutades att hälften av arméns infanteribrigader kunde utvecklas mot 1980-talets infanteribrigad – IB 77. Gula brigaden kom dock att kvarstå som IB 66. Genom försvarsbeslutet 1982 beslutade riksdagen att arméns brigadorganisation skulle minskas, därmed kom Gula brigaden att avvecklas den 30 juni 1985. Även om brigaden upplöstes och utgick ut krigsorganisationen, så kom delar av brigaden att kvarstå som en så kallad svartbrigad. Det genom att brigadens tre skyttebataljoner skulle kvarstå som fristående skyttebataljoner av typen fristående skyttebataljon (skbat F). Dock kom endast en bataljon i praktiken att ombildas, 201. fristående skyttebataljonen. Även brigadens haubitsbataljon kvarstod till en viss del, då ett av dess kompanier kom att ingå i 201. fristående skyttebataljonen. Luftvärnskompaniet och pansarvärnskompaniet kvartod även de, men överfördes till den återuppsatta Södermanlandsbrigaden. Namnet Gula brigaden övertogs samma år av Svea livgardes andra brigaden, Upplandsbrigaden (IB 38). Och 1990 övertogs även numret IB 1 av brigaden.

## Verksamhet
Brigaden genomgick förbandstyperna IB 49, IB 59, IB 66 och IB 66M. Genom försvarsbeslutet 1972 kom brigaden att bli Svea livgardes sekundära brigad, detta då den inte upptogs till brigadorganisationen IB 77. Gula brigaden hade sitt mobiliseringsområde vid den så kallade "södra fronten", vilket ligger inom Nykvarn–Sparreholm–Tystberga–Järna. Brigaden kom därmed ha sitt mobiliseringsområde inom både Stockholms försvarsområde och Södermanlands försvarsområde.

### Bataljoner
- 1. skyttebataljonen
  - 1. skyttebataljonsstab mm
  - 1. skyttekompani
  - 2. skyttekompani
  - 3. skyttekompani
  - 4. skyttekompani
  - 5. granatkastarkompani
  - 6. trosskompani
  - 1. infanteripansarvärnskompani
- 2. skyttebataljonen
  - 2. Skyttebataljonsstab mm
  - 7. Skyttekompani
  - 8. Skyttekompani
  - 9. skyttekompani
  - 10. skyttekompani
  - 11. granatkastarkompani
  - 12. trosskompani
  - 1. brigadluftvärnskompani

- 3. skyttebataljonen
  - 3. skyttebataljonsstab mm
  - 13. skyttekompani
  - 14. skyttekompani
  - 15. skyttekompani
  - 16. skyttekompani
  - 17. granatkastarkompani
  - 18. trosskompani
  - 1. stormkanonkompani

- 1. infanteriunderhållsbataljon
  - 1. infanteriunderhållsbataljonsstab mm
  - 1. infanteritransportkompani
  - 1. infanterireparationskompani
  - 1. infanteriintendenturkompani
  - 1. infanterisjukvårdskompani
  - 1. lätt infanteriunderhållskompani
  - 1. cykeltransportkompani

## Förbandschefer
- 1949–1985: ???

## Namn, beteckning och förläggningsort
| Gula brigaden | 1949-10-01 | – | 1985-06-30 |

| IB 1 | 1949-10-01 | – | 1985-06-30 |

| Sörentorp (F)            | 1949-10-01 | – | 1970-06-30 |
| Kungsängens garnison (F) | 1970-07-01 | – | 1985-06-30 |